# Adolf Eichler

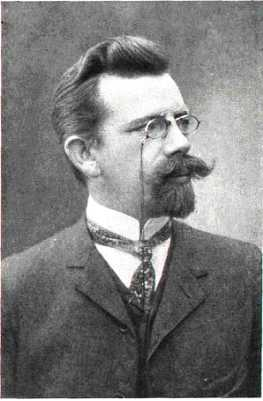
Adolf Eichler

Adolf Wilhelm Eichler (aserbaidschanisch Adolf Vilhelmoviç Eyxler, russisch Адольф Васильевич Эйхлер; * 8. November 1869 in Orjol; † 5. Februar 1911 in Baku) war ein deutschrussischer Architekt und der Bezirksarchitekt des Stadtrats von Baku in den Jahren 1892–1911.

## Biographie

### Kindheit und Jugend
Adolf Eichler wurde am 8. November 1869 in Orjol in einer deutschen Familie geboren. Seine Eltern waren beide deutscher Abstammung, der Vater Wilhelm Eduard Eichler war ein Chemiker und Pharmazeut, die Mutter Elena-Elizabeth Eichler (geboren: Govorko) war ebenfalls in Orjol geboren. Er hatte eine ältere Schwester, Wilhelmina-Elizabeth, geboren im Jahre 1866 in Baku und eine jüngere Schwester Victoria-Leontins, geboren im Jahre 1870 in Surakhani. Seinen Bruder – Robert-Karl – verlor Adolf im Jahre 1881 als Neugeborener im ersten Alter, in Baku.
1888 wurde der Vater von Adolf Wilhelm Eichler, in die Union der Erdölindustriellen zur Qualitätskontrolle von Kerosin, in Baku gewählt. Ab 1878 verbesserte er auf eigene Kosten den in der Stadt gelegenen Mikhailovsky-Garten (heute: Vahid-Garten), entdeckte weiterhin verschiedene Pflanzenarten im Kaukasus und beschrieb zwei von diesen (Tulipa Eichleri und Bulbucodium Eichleri) in einer deutschen botanischen Zeitschrift. Wilhelm Eduard Eichler starb im Jahre 1891 im Alter von 66 Jahren. Darauf übernahm der Onkel Karl-Eduard, der eine Apotheke in der Nähe des Brunnenplatzes (Paraped) in Baku besaß, die Erziehung von Adolf. Schon bald setzte er auch seine Ausbildung mit Hilfe seines Onkels in Sankt Petersburg fort.

### Erwachsenenleben

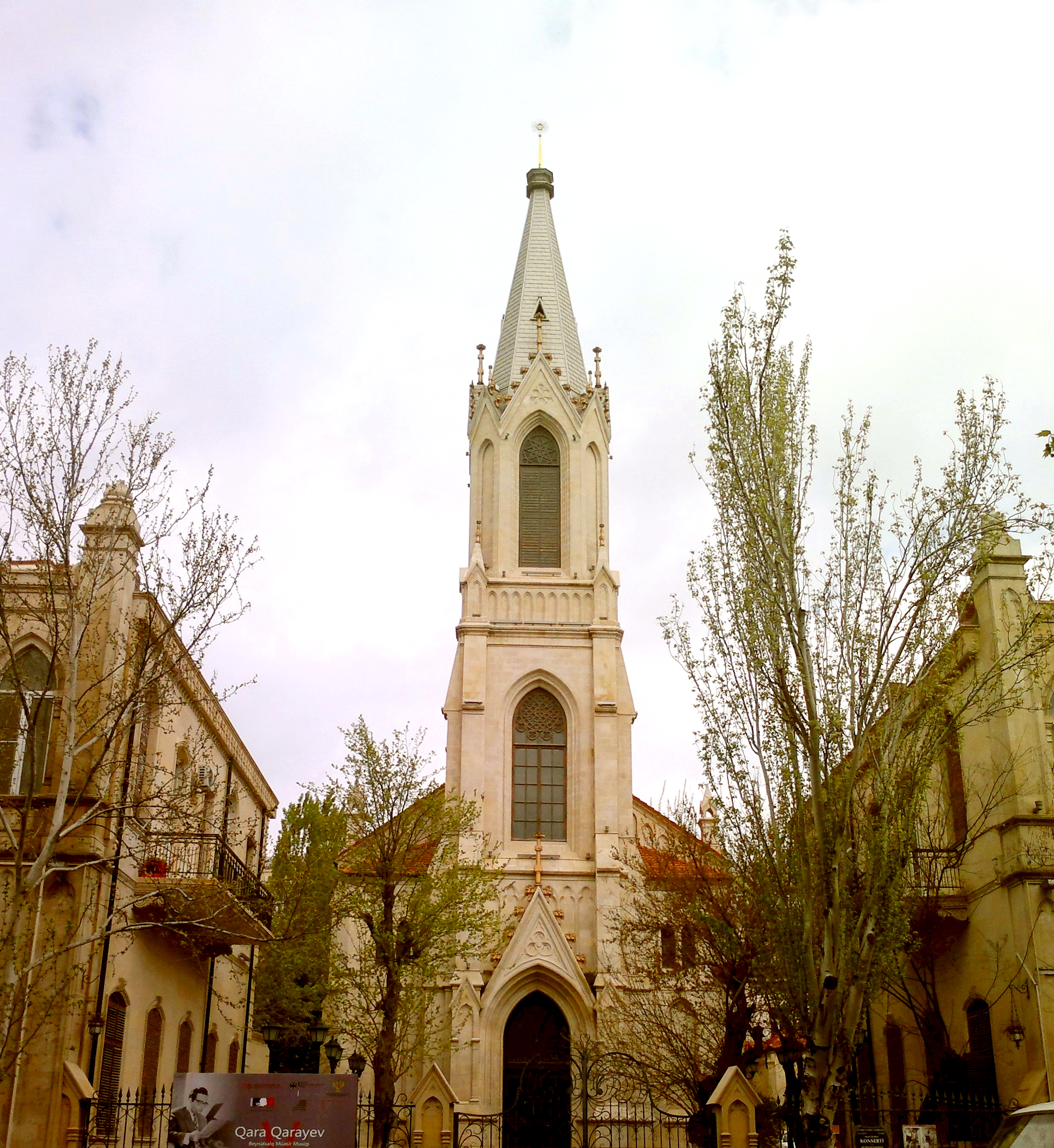
Die Erlöserkirche in Baku, erbaut im Jahr 1899

Anfang 1892 wurde nach dem Entwurf von Adolf Eichler ein einstöckiges Schulgebäude an der Surakhanskaya-Straße (heute Dilara-Aliyeva-Straße) errichtet. 1895 erhielt der erste Kirchenrat der Lutherischen Gesellschaft, zu dem Karl Eichler 1877 gewählt wurde, an der Telefonstraße (heute 28. Mai) ein Grundstück für den Bau einer Kirche und einer Grundschule. Spenden konnten nur für drei Jahre und nur in der Provinz Baku gesammelt werden. Die dafür errichtete Wohltätigkeitsorganisation wurde von der Familie Nobel betrieben. 1896 wurde mit dem Bau des Kirchengebäudes begonnen, das 1899 fertiggestellt und geweiht wurde. Den Siedlern zufolge sollte die lutherische Kirche der bereits in Helenendorf bestehenden Kirche ähnlich gebaut werden; doch Adolf Eichler griff in seinen Entwürfen auf die Traditionen der deutschen Gotik zurück und bestätigte den Bau der Kirche.
Nach diesem Projekt wurden in Baku Wohngebäude und Schulen im Rahmen der Entwürfe und Koordinierungen von Adolf Eichler gebaut. Zu Eichlers Gebäuden gehört auch die Aschumow-Moschee (heute Imam-Hussein-Moschee) in Baku.
1904 wurde Eichler zum zweithöchsten Architekten des Bakuer Stadtzentrums ernannt. 1908 wurde er mit einem monatlichen Gehalt von 150 Rubel zum ersten Vorsitzenden des städtischen Architektenrates befördert. Er nahm an Wohltätigkeitsveranstaltungen teil und spendete jeden Monat 3 bis 10 Rubel für die Armen oder für die Schaffung von öffentlichen Kantinen. 1904 entwarf Eichler an der Ecke Kanitapinsky (heute Adil Buniyatov) einen unentgeltlichen Kindergarten für die städtische Kindergartengesellschaft, in der er zum Ehrenmitglied ernannt worden war.
Am 24. Juli 1907 fand in der von Eichler entworfenen Kirche in Baku seine Verlobung mit der 24-jährigen Lydia-Eleanor Theodorovna Nagel statt. Im Dezember 1908 wurde ihre erste Tochter Irena und im August 1910 die zweite Tochter von Cornelia in derselben Kirche getauft.

### Tod
Am 5. Februar 1911 um 5 Uhr erschoss sich Adolf Eichler in seiner eigenen Wohnung. Einer Überlieferung zufolge erkrankte Adolf während des Umbaus der Infektionsabteilung des Stadtkrankenhauses an Pocken, worunter er sehr litt. Am Tag der Selbsttötung befand sich seine Frau mit den an Diphtherie erkrankten beiden Kindern mit ihrem Vater im selben Hof des Hauses an der Ecke Shemakhinskaya (heute: Jafar Jabbarly Street) / Zweite Parallele (heute: Bala Baba Mejidova). Am Morgen des Tages wachte Eichler früh auf, zog sich an und suchte in der Kommode nach etwas. Er sagte zu der ahnungslosen Magd, er suche nach einigen seiner Papiere. Nachdem er sich in eine Decke gewickelt hatte, legte er sich hin und schoss sich in den Kopf.
Nach einer anderen Aussage ertönten am Tag seines Todes aus seiner Wohnung Schüsse. Am nächsten Tag schrieben alle Zeitungen der Stadt vom Tod des berühmten Architekten. Zum Zeitpunkt seines Todes waren seine Frau und die beiden Kinder nicht im Hause, sondern bei den Schwiegereltern.
Eichlers Vorgesetzter, ein Mitglied des Stadtrats, der Ingenieur Mamed-Hasan Hajinsky, der ihn als sehr „vorbildlichen und exekutiven Arbeiter“ bezeichnete, bestritt den Zusammenhang zwischen seinem Selbstmord und seinen beruflichen Aktivitäten. Auch ein ihm nahe stehender Freund Haci Gasimov beschrieb Eichler als einen „sehr kompetenten und übertrieben ehrlichen Mann“, dessen Suizid er sich nicht erklären konnte.
Adolf Eichler wurde auf dem damaligen neuen lutherischen Friedhof der Stadt Baku beigesetzt. 1935 wurde dieser Friedhof geschlossen und aufgehoben. An seiner Stelle wurde ein nach Sergei Mironowitsch Kirow benannter Kultur- und Erholungspark angelegt und seine Statue aufgestellt. Nach dem Zusammenbruch der Sowjetunion wurde der Park geschlossen und die Statue von Kirow sowie alle Unterhaltungsmöglichkeiten entfernt. Heute befindet sich wieder ein Friedhof an der Stelle des Parks und auf dem Gebiet der ehemaligen lutherischen Stätte – die sogenannte Allee der Märtyrer (aserb. Şəhidlər Xiyabanı).

## Werke
Der in St. Petersburg ausgebildete Adolf Eichler begann seine Karriere als Architekt in den 1890er Jahren in Baku, Aserbaidschan (Feldarchitekt von 1892 bis 1911). Auch war Eichler für die Planung und Ausführung des heutigen Baku Boulevards zuständig.
| Gebäude                                | Foto des Gebäudes | Jahr (Planung) | Jahr (Fertigstellung) | Adresse | Vermerke |
| -------------------------------------- | ----------------- | -------------- | --------------------- | --- | -------- |
| Zweistöckiges Wohngebäude              |                   | 1893           | 1895                  | Baku, İçəri Şəhər                                                                                               |          |
| Zweistöckiges Wohngebäude              |                   | 1893           | 1896                  | Baku, Zwischen Meeresufer (heute Bülbüls Prospekt) und Karantin (Həsi Aslanov)                                  |          |
| Einstöckige „Apartments“ aus Stein     |                   | 1894           | 1895                  | Baku, Telefon-Straße (heute 28. Mai – Tag der Republik)                                                         |          |
| Einstöckiges Wohngebäude               |                   | 1894           | 1895                  | Baku, An den Straßen Merkurevskoi (heute: Z.Əliyeva) und Birjevoi (heute Ü. Hacıbəyov)                          |          |
| Zweistöckiges Wohngebäude              |                   | 1894           | 1896                  | Baku, Surakhanskaja-Straße (heute D. Əliyeva)                                                                   |          |
| Imam-Hussein-Moschee und ihr Steinzaun |                   | 1895           | 1896                  | Baku, Poststraße (heute Süleyman Tağızadə)                                                                      |          |
| Zweistöckiges Wohngebäude              |                   | 1895           | 1896                  | Baku, An den Straßen Nagornoi und Posenovskoi (heute Cəfərov-Brüder)                                            |          |
| Zweistöckiges Wohngebäude              |                   | 1895           | 1896                  | Baku, Niedere Prjutskaja-Straße (heute Süleyman Rəhimov)                                                        |          |
| Zweistöckiges Wohngebäude              |                   | 1895           | 1896                  | Baku, İçəri Şəhər                                                                                               |          |
| Steinbänke                             |                   | 1895           | 1896                  | Baku, Prachennaja-Straße (heute Mərdanov-Brüder)                                                                |          |
| Einstöckiges Wohngebäude               |                   | 1895           | 1896                  | Baku, Spaskaja-Straße (heute Zərgərpalan)                                                                       |          |
| Einstöckiges Wohngebäude               |                   | 1895           | 1896                  | Baku, Gymnasiumstraße (heute Tolstoy)                                                                           |          |
| Zweistöckiges Wohngebäude              |                   | 1896           | 1897                  | Baku, Kubinskaja-Straße                                                                                         |          |
| Zweistöckiges Wohngebäude              |                   | 1896           | 1897                  | Baku |          |
| Zweistöckiges Wohngebäude              |                   | 1896           | 1898                  | Baku, An den Straßen Gubernaja (heute Nizami), Koljubakin (heute N. Rəfibəyl) und Spasskaja (heute Zərgərpalan) |          |
| Kirche des Erlösers                    |                   | 1896           | 1899                  | Baku, Telefon-Straße (heute 28. Mai – Tag der Republik)                                                         |          |